# Шъдзяджуан
Шъдзяджуан (на китайски 石家庄, на пинин Shíjiāzhuāng, също Шъмен и Шъмън) е град в Североизточен Китай.

## География
Град Шъдзяджуан е главен администартивен център на провинция Хъбей. Разположен е в подножието на източните части на планината Тян Шан, на 320 км южно от столицата Пекин. На около 10 км северно от града протича река Хутуохъ. Население около 2 241 000 жители (2005).

## История
Първите сведения за града датират от края на 2 век. Получава статут на град през 1925 г. На 7 октомври 1939 г. е преименуван на Шъмън (Шъмен). На 26 декември 1947 г. отново е възстановено името Шъдзяджуан. През 1905 г. е поставено началото на разивитето му като жп център. Съвременната индустриализация започва през 1930 г.

## Икономика
Текстилен център. Металургична, машиностроителна, хранително-вкусова, химическа, циментова, фармацевтична и стъкларска промишленост. Производсто на селскостопанска екипировка. Туризъм. Близо до града се добиват въглища и желязна руда.

## Транспорт
Градът е голям шосеен и жп възел. ЖП линиите от централната гара образуват един своеобразен кръст в четирите посоки на света. На север до столицата Пекин, на изток —до град Дъджоу с продължение към брега на Жълто море. На запад — към град Тайюан и на юг — към град Хандан. Има аерогара, полетите от която имат връзка до най-големите градове на страната. На 1 януари 1989 г. е открит аутобан, който от север идва от столицата Пекин и продължава на юг до Хонконг.

## Културни и архитектурни забележителности
- Артцентърът
- Мемориалът „Лиъши Линюан“ (Lieshi Lingyuan)
- Музеят „Хъбей Шън Боугуан“ (Hebei Sheng Bowuguan)
- Манастирът „Лонсин“ (Longxing), на 15 км на северно от Шидзяджуан
- Мостът „Джаоджоу“ (Zhaozhou) на река Сиао

## Побратимени градове
- Белско-Бяла, Полша
- Де Мойн, Айова, САЩ
- Едисън, Ню Джърси, САЩ
- Парма, Италия
- Саскатун, Канада
- Сория, Испания